# Vicente Machado da Silva Lima
Vicente Machado da Silva Lima (Castro, 9 de agosto de 1860 — Curitiba, 3 de março de 1907) foi um promotor público e político brasileiro.

## Biografia
Nasceu em Castro, em 9 de agosto de 1860. Seus progenitores foram José Machado da Silva Lima e Ana Guilhermina Laynes Pinheiro Lima. Fez os estudos primários e preparatórios em sua cidade natal e em Curitiba.
Entrou, em 1876, para a histórica Academia de Direito de São Paulo e em 1881 bacharelou-se no Curso de Direito. Quando estudante na capital paulista foi o chefe de ruidosas agitações boêmias, mas preocupava-se, também, com valorosos ideais liberais e o abolicionismo radical e, com certa prudência, ideologias republicanistas.
Vicente Machado contribuiu com o jornalismo escrevendo ardorosos artigos políticos nos jornais: “19 de Dezembro” e no “A Província do Paraná”.
Quando do seu retorno para a capital paranaense, no mesmo ano de sua graduação, foi nomeado Promotor Público e, em 1882, secretário do governo de Carlos de Carvalho. 
Desde cedo defendeu a República e teve importante participação na formação do pensamento republicano paranaense. No decorrer de sua vida, foi professor de Filosofia no Ginásio Paranaense, Juiz Municipal e de Órfãos em Ponta Grossa, deputado provincial nos biênios 1886-87 e 1888-89 pelo Partido Liberal. Com a proclamação da República, foi eleito Deputado Estadual em 1891-92, retornando entre 1896 e 1903. Quando no exercício do mandato de Deputado Estadual, tomou parte na elaboração da Constituição paranaense como relator geral.
Em 1893 foi eleito Vice-Presidente do Estado, na gestão de Francisco Xavier da Silva. Por ocasião da Revolução Federalista (1893), assumiu a Presidência do Estado devido ao licenciamento do então Governador. Em seguida com a ocupação de Curitiba pelos maragatos, transferiu a capital para Castro. No dia 18 de janeiro de 1893 deixou o Governo do Estado e foi para São Paulo, somente reassumindo em 4 de maio de 1894, quando as forças federalistas já haviam sido expulsas do Paraná. Logo após reassumir foi acusado de ser o mandante da chamada "carnificina da serra", na qual foi executado o Barão do Cerro Azul e da qual se declarou inocente, identificando o Governo Federal como responsável pelo ocorrido.
Em 1895 foi eleito Senador da República e, em 1904, Presidente do Estado.
É de sua autoria a lei de nº 449, de 24 de março de 1902, equiparando os impostos de exportação de erva mate bruta aos da erva mate beneficiada. Levantou-se grande celeuma em torno dessa legislação, mas com o tempo se comprovou o acerto de medidas, embora o vozerio dos maldizentes. Numa das suas mensagens do Congresso Legislativo, declarou: “Não pode ser governo e nem abarca as responsabilidades da administração pública, quem se sentir esmagado pelo peso das suspeitas de que possa claudicar contra a honorabilidade administrativa, e que, pondo a mão na consciência, não possa vencê-las”.
Quando na presidência do Paraná criou o primeiro banco comercial e o jardim de infância; arrendou a Estrada de Ferro do Paraná, mandou implantar a rede de esgoto e abastecimento d´água da capital; melhorou as condições de vida dos sentenciados; remodelou e difundiu o ensino; melhorou a viação; regulamentou o serviço de colonização, entre outras melhorias.
Em 1906 viajou para a Europa com a intenção de tratar uma enfermidade, contudo, não conseguiu concluir o seu mandato. Faleceu, em Curitiba, no primeiro domingo de março do ano de 1907. Tinha apenas 46 anos e 7 meses.